# 直線金蟬蛛
直線金蟬蛛又名线纹伊蛛、直線黑條蠅虎（学名：Phintella linea）为跳蛛科金蟬蛛属的动物。分布于台湾岛以及中国大陆的湖南、湖北、贵州、新疆等地，多见于桔园和稻田。

## 外部連結
- 維基物種上的相關：直線金蟬蛛